# Landsmannschaft Frankonia zu Triesdorf
Die Landsmannschaft Frankonia zu Triesdorf, früher Egerländer Landsmannschaft Frankonia zu Bodenbach/Elbe ist eine ehemals sudetendeutsche Studentenverbindung an der Hochschule Weihenstephan-Triesdorf. Die Frankonia ist die älteste Verbindung Triesdorfs.
Im Jahr 1985 überwarf sich die Frankonia mit ihrem damaligen Dachverband, dem Bund Deutscher Ingenieur-Corporationen (BDIC), und trat aus diesem aus. Danach traten weitere Verbindungen, vor allem aus Süddeutschland aus, was zur faktischen Auflösung des Landesverband Süd des BDIC führte. Die Frankonia ist auch Gründungsmitglied des Fränkischen Waffenrings.

## Geschichte

### Frankonia in Bodenbach

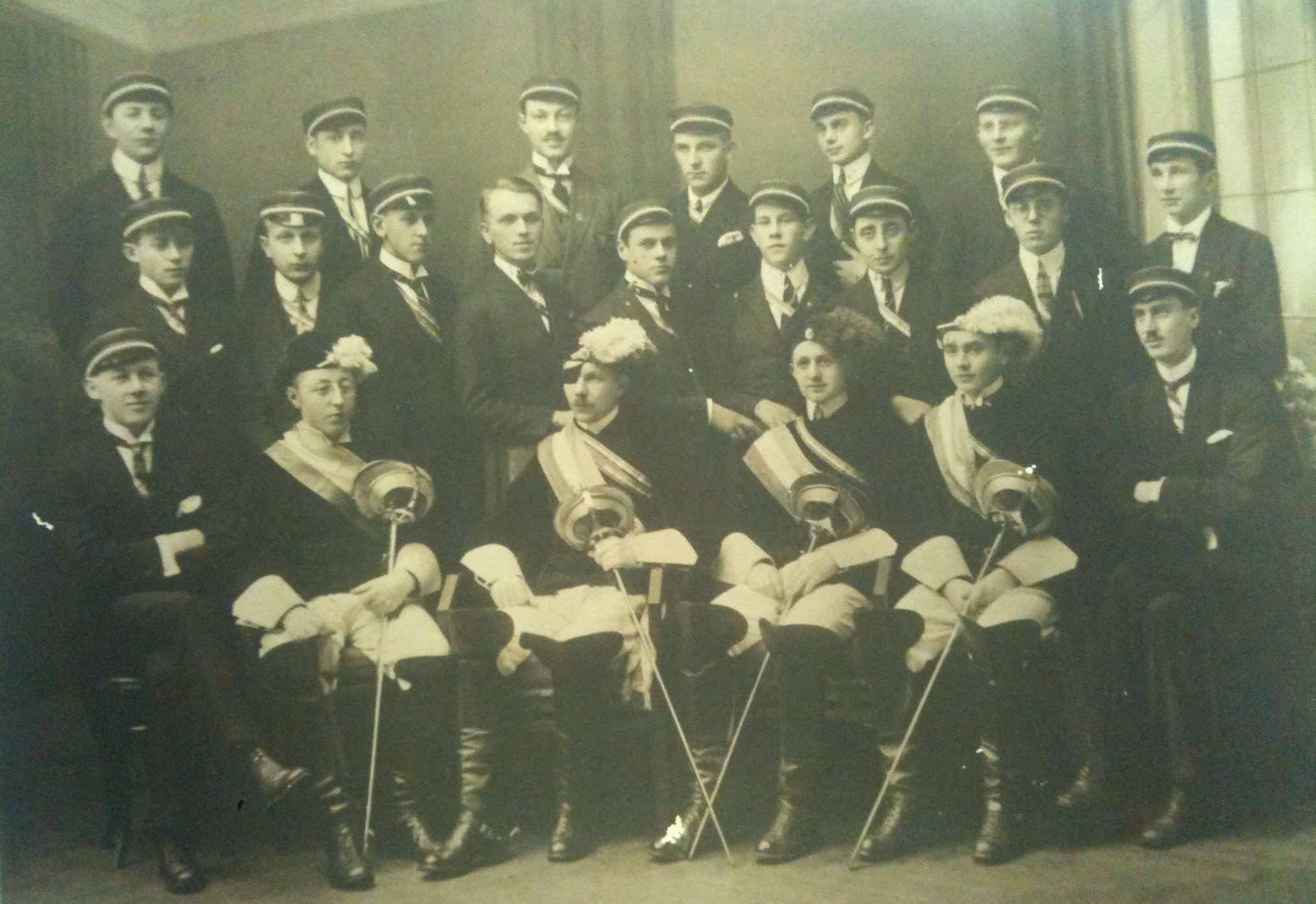
Die Aktivitas der Bodenbacher Frankonia im Jahr 1923

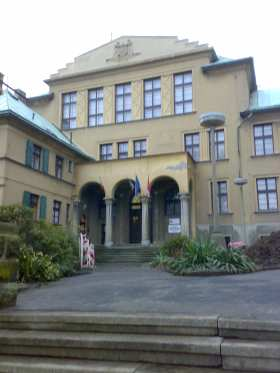
Portal der Höheren Technischen Lehranstalt Bodenbach (heute als Grundschule genutzt)

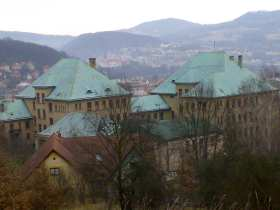
Die Höhere Technische Lehranstalt Bodenbach

An der Höheren Technischen Lehranstalt Bodenbach bestand seit 1920 der Verein deutsch-arischer Studenten Vandalia, der die Farben blau-silber-gold trug. Da immer mehr Egerländer in die Vandalia eintraten, entschloss man sich, die Verbindung in eine Egerländer Landsmannschaft umzuwandeln, die sich besonders auf die in Bodenbach Studierenden stützte und den „Volkstumskampf“ der Deutschen gegen die Tschechoslowakische Republik unterstützen sollte. So wurde am 6. April 1922 die Egerländer Landsmannschaft Frankonia zu Bodenbach gegründet.

#### Die Bodenbacher Frankonia 1922–1938
Die neue Verbindung nahm die Farben blau-silber-grün, die Farben des Egerlands, an. Die Mützenfarbe blieb rot, wie die der Vorgängerverbindung Vandalia. Zu dieser Zeit bestanden in Bodenbach an der HTL noch drei weitere Technikerverbindungen, die Technische Burschenschaft Rugia (gegründet 1911, heute Mannheim), die Burschenschaft Saxonia (gegründet 1921 durch Abspaltung von der Rugia) und der V.d.a.St. Allemania (gegründet 1922). Dazu kamen noch die nichtschlagenden Verbindungen Albia (katholisch) und Keatit (jüdisch).
Da die Frankonia pflichtschlagend war und sich jeder Frankone den vorgeschriebenen Bestimmungsmensuren unterziehen musste, schloss sich die Frankonia mit den anderen drei schlagenden Verbindungen zum Technischen Delegierten-Convent (TDC) zusammen. Streitigkeiten innerhalb des TDC führten 1932 zur Auflösung. Als Ersatz gründete die Landsmannschaft Frankonia mit der Burschenschaft Rugia das Kartell Eiserner Ring, dem sich in den folgenden Semestern die beiden anderen Verbindungen wieder anschlossen.
Außer mit den genannten Bodenbacher Waffenverbindungen stand die Frankonia in einem Freundschafts- und Paukverhältnis mit den Burschenschaften Mache zu Reichstadt (Zákupy, CZ), Ostmark zu Aussig (Ústí nad Labem, CZ) und Elektrik zu Teplitz-Schönau (Teplice, CZ). Da sich die Frankonia auf die in Bodenbach studierenden Egerländer stützte, war auch die Zusammenarbeit mit der Egerländer Gmoi rege.
Durch persönliche Vorsprache im Innenministerium zu Prag erlangte die Frankonia die Genehmigung zum Tragen der Farben, wofür auch ein zweisprachiger Ausweis ausgestellt wurde. Die fertigen Ingenieure, die in das Philisterium übergingen, wurden immer zahlreicher, so dass es zur Gründung eines Alte-Herren-Verbands Frankonia mit Sitz in Karlsbad (Karlovy Vary, CZ) kam. Später wurde der Sitz nach Bodenbach verlegt.

#### Die Bodenbacher Frankonia 1938–1945
Mit dem Münchner Abkommen, geschlossen durch die britische und französische Regierung unter Vermittlung Benito Mussolinis kam es zum Anschluss des Sudetenlands an das Deutsche Reich. Die tschechoslowakische Regierung war an den Verhandlungen nicht beteiligt. Nachdem das Abkommen am 30. September 1938 geschlossen worden war, wurde die Eingliederung des Sudetenlandes an den beiden Folgetagen, 1. und 2. Oktober 1938 vollzogen. Der Egerländer Landsmannschaft erging es in der Folgezeit wie allen Verbindungen, sie musste sich 1938 suspendieren, um nicht im Nationalsozialistischen Studentenbund aufzugehen.
Während des Zweiten Weltkrieges starben viele Bundesbrüder. Die sich an den Weltkrieg und die deutsche Niederlage anschließenden Vertreibungen der Deutschen aus der Tschechoslowakei beendeten das deutsche Kulturleben im Sudetenland und somit auch die korporative Tradition der Frankonia.

### Die Frankonia Triesdorf seit 1968
Es verging eine lange Zeit, bis sich die Frankonen wiedergefunden hatten. Anlässlich eines Treffens der Vereinigung der Absolventen der Höheren Technischen Lehranstalt Bodenbach in Nördlingen wurde dort am 27. Mai 1967 wieder ein Alte-Herren-Verband (AHV) Frankonia gegründet. Beim zweiten Hauptconvent am 18. Mai 1968 in Nördlingen fasste der AHV den Beschluss zur Reaktivierung.
Zeitgleich interessierte sich in Triesdorf eine Gruppe Studenten, die bisher eine lose Clique gebildet hatten, für die Gründung einer Studentenverbindung. Nach einer Anfrage der Studenten an den Bund Deutscher Ingenieur-Corporationen (BDIC) wurde durch Vermittlung des BDIC am 4. Juni 1968 ein Kontakt zu dem Alte-Herren-Verein hergestellt. Bereits eine Woche später, am 11. Juni 1968, wurde die Egerländer Landsmannschaft Frankonia zu Bodenbach-Triesdorf im Gasthaus Gesell in Weidenbach reaktiviert.
Die Aktivitas übernahm Farben, Namen und Tradition der Bodenbacher Verbindung und verpflichtete sich. Dem Antrag auf Aufnahme in den Dachverband BDIC wurde am 17. Mai 1969 vom Generalkonvent in Koblenz entsprochen. Als Bürgschafts-/Patenkorporationen stellte man der Frankonia die Technische Verbindung Amicitia zu Nürnberg und die Technische Korporation Bund Balduria zu Weihenstephan zur Seite.

#### Von der Ingenieurschule zur Fachhochschule
Anfang der 1970er-Jahre wurden in der Bundesrepublik die Ingenieurschulen aufgelöst und die Infrastruktur zum Aufbau der neuen Hochschulform Fachhochschule genutzt. Dieser Schritt wurde notwendig, da die Industrie nach einem universell einsetzbaren, akademisch auf Hochschulniveau gebildeten Ingenieur verlangte. Für die Ingenieurschule Triesdorf war dasselbe Schicksal angedacht, wie es die landwirtschaftlichen Ingenieurschulen in Schönbrunn und Landsberg/Lech ereilte: Sie sollte ebenso aufgelöst, die Ausbildung der Agraringenieure in Bayern sollte in Freising-Weihenstephan zentralisiert werden.
Die Frankonia engagierte sich gegen diese Auflösung. und war maßgeblich an der Erhaltung des Standortes Triesdorf als Hochschulstandort beteiligt. Die aktiven Mitglieder dieser Zeit formulierten die „Triesdorfer Resolution 1977“. In Zusammenarbeit mit fünf regionalen Landtagsabgeordneten (Lechner, Bauereisen, Maurer, Flath u. a.) wurde ein Antrag im Bayerischen Landtag eingebracht. „Der Bayerische Landtag möge beschließen […] den Standort Triesdorf als Hochschulstandort zu erhalten“. Von damals ca. 180 Abgeordneten wurden mehr als 140 Abgeordnete durch die Mitglieder der Landsmannschaft persönlich besucht, um ihnen die Bedeutung der Abstimmung für den Standort zu begründen. Im Gegensatz zu den anderen bayerischen Agrar-Ingenieurschulen wurde die Triesdorfer Schule nicht aufgelöst, sondern zu einer Abteilung der Fachhochschule Weihenstephan. Im Jahr 2009 beschloss der Bayerische Landtag aufgrund eines Antrages der Abgeordneten Gerhard Wägemann und Bernd Sibler einstimmig der gesteigerten Bedeutung des Standorts Triesdorf Rechnung zu tragen und die Hochschule von FH Weihenstephan in Hochschule Weihenstephan-Triesdorf umzubenennen.
1985 kam es zu einem Zerwürfnis zwischen dem BDIC und der Landsmannschaft Frankonia. Zentraler Streitpunkt war die Aufnahme von gemischtgeschlechtlichen Verbindungen in den Dachverband. Die Frankonia setzte sich gegen die Aufnahme von weiblichen Mitgliedern ein. Nachdem ein Antrag der Frankonia knapp abgelehnt worden war, traten die Frankonen aus dem Dachverband aus. In einem Schreiben an die Mitgliedsbünde teilte die Frankonia ihre Entscheidung mit. Daraufhin erfolgte eine Austrittswelle, die zur faktischen Auflösung des Landesverbands Süd des BDIC führte.

### Frankonia heute
Kontakte zu anderen Verbindungen wurden über die Arbeitsgemeinschaft Waffenstudentischer Korporationen Bayerns (AWKB) geknüpft und auch die Bestimmungsmensuren abgedeckt. 1999 trat die Frankonia aus dem AWKB aus und wurde Gründungsmitglied des Fränkischen Waffenrings (FWR). Darüber hinaus besteht ein Freundschaftsverhältnis mit der T.W.V Teutonia Rosenheim, ebenfalls eine ehemalige BDIC-Korporation.
Aufgrund der Internationalisierung des Hochschulstandortes wurde die Satzung 2021 angepasst, so dass jetzt die Nationalität nicht mehr Kriterium der Mitgliedschaft ist. Die Mitglieder müssen männlich, ehrenhaft sein und sich dem deutschen Kulturkreis zugehörig fühlen.

## Verbindungshaus

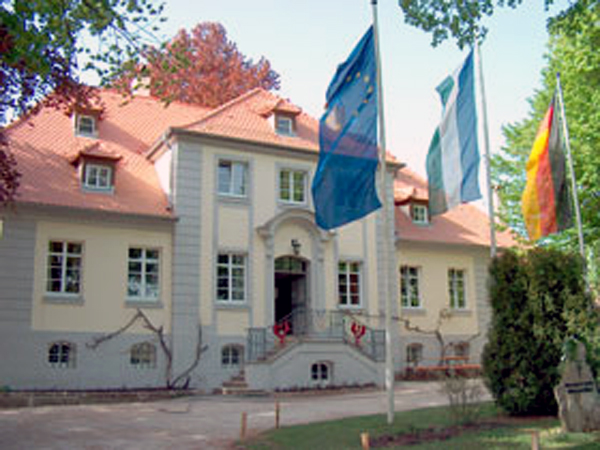
Das Alte Hofgartenschloss der Markgrafen von Brandenburg-Ansbach, von 1969 bis 2022 Konstante der Frankonia

Die langjährige Konstante der Frankonia, das Hofgartenschloss, wurde nicht als Korporationshaus gebaut. Triesdorf war im 17. und 18. Jahrhundert die Sommerresidenz der Markgrafen von Brandenburg-Ansbach. Insbesondere die Markgrafen Carl Wilhelm Friedrich, genannt der Wilde Markgraf und Christian Friedrich Carl Alexander, genannt der Letzte Markgraf, bauten in Triesdorf einen Hofstaat mit allen zugehörigen Gebäuden auf. Zu der Residenz gehörten auch Hofgärtner, für die ein eigens Gebäude errichtet wurde. 1701 wurde ein erstes Wohnhaus für den Triesdorfer Hofgärtner unter Direktion Gabrielis errichtet. 1723 wurde der Hofgarten aus der beengten Ortslage vor den Ort verlegt und mit einer Ziegelmauer gegen Wildfraß umgeben. Fünfzig Jahre nach Anlage des neuen Küchengartens erhielt der Hofgärtner ein neues Wohnhaus, das heutige Hofgartenschloss.
In einem Protokoll von Landesbaudirektor Steingruber vom 14. März 1772 wurde über den Bau eines neuen Hofgärtnerschlosses berichtet. Die Baunachricht wurde durch den Inhalt eines Kammerdekrets vom 4. April 1772 bestätigt, in dem angeordnet wurde, das Baumaterial der abgebrochenen Carls-Passage (ein Lusthaus für Jagdgesellschaften) zum Bau des neuen Hofgärtnerschlosses zu verwenden.
Nachdem die Frankonia anfangs in der Gaststätte Gsell kneipte, übernahm sie am 25. Februar 1969 das Hofgartenschloss vom Bezirk Mittelfranken. Das Gebäude war zum damaligen Zeitpunkt mehr oder weniger baufällig und wird seitdem saniert. Insbesondere wurde das Haus für die Bedürfnisse einer Studentenverbindung eingerichtet. Zum Beispiel durch die Sanierung eines großen Gewölbekellers, des Markgrafenkellers. Aufgrund der geänderten Brandschutzvorschriften musste der Standort aufgegeben werden, da eine weitere Sanierung derzeit nicht finanzierbar ist. Somit endete eine mehr als 50-jährige Geschichte der Landsmannschaft Frankonia im Frankonenschloß in Triesdorf, wie das Hofgartenschloß umgangssprachlich in der Zwischenzeit hieß.
Die neue Konstante ist seit Juni 2022 das Schöpf´sche Ärztehaus in Triesdorf.

## Zeitrechnung nach Noreia
Die Bodenbacher Landsmannschaft engagierte sich stark für den so genannten „Volkstumskampf“ der Sudetendeutschen gegen den tschechoslowakischen Staat. Man hoffte auf eine Unterstützung durch die katholische Kirche für dieses nationalistische Anliegen, diese hielt sich jedoch aus dem Konflikt weitgehend heraus. Die Bodenbacher Frankonia reagierte darauf, indem sie die christliche Zeitrechnung „abschaffte“ und die Zeitrechnung nach Noreia einführte, die im Jahr 1887 von Georg von Schönerer, einem deutschnationalen Politiker und radikalen Antisemiten, erfunden worden war. Als Stunde Null hat Schönerer die Schlacht von Noreia gewählt, die im Jahre 113 v. Chr. zwischen römischen Truppen unter dem Konsul Papirius Carbo und den Kimbern, Teutonen und Ambronen stattgefunden hatte. Diese Schlacht gilt als die erste urkundliche Erwähnung germanischer Stämme.
Die Zeitrechnung nach Noreia wird bis heute innerhalb der Frankonia benutzt. Das Jahr 2021 entspricht dem Jahr 2134 n. N. (nach Noreia) in der Zeitrechnung der Frankonia. Aus demselben Grund wie die Abschaffung der christlichen Zeitrechnung feiert die Frankonia jedes Jahr im Dezember ein Julfest als Gegenentwurf zum Weihnachtsfest der Kirche.

## Wappen und Zirkel

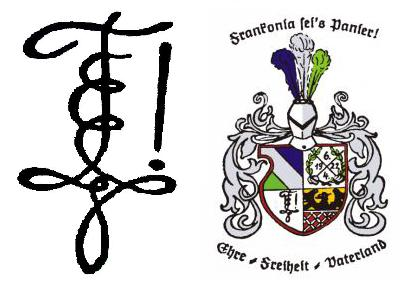
Zirkel und Wappen der Landsmannschaft Frankonia

### Blasonierungdes Wappens
1. Schild geviert
  1. oben rechts: die Farben blau-silber-grün (Farben der Frankonia und Farben des Egerlands)
  2. oben links: ein Eichenkranz als Symbol des Deutschen, darin zwei gekreuzte Korbschläger und das Stiftungsdatum 4. Juni 1922
  3. unten rechts: der Zirkel der Landsmannschaft Frankonia
  4. unten links: das Stadtwappen von Eger, der Hauptstadt des Egerlands
2. Der Helm trägt als Helmzier drei Federn in den Farben blau-silber-grün
3. Die Helmdecke ist als schmückendes, ausladendes Beiwerk ausgeführt
4. Panier: Frankonia sei's Panier
5. Wahlspruch: Ehre – Freiheit – Vaterland

### Der Zirkel
Der Zirkel enthält die Buchstaben L und F für Landsmannschaft Frankonia sowie die Buchstaben E, F, V für den Wahlspruch Ehre, Freiheit, Vaterland.

## Bekannte Mitglieder
- Manfred Nüssel, Politiker (CSU), Präsident des Deutschen Raiffeisenverbands 1999–2017
- Gerhard Wägemann, ehemaliges Mitglied des bayerischen Landtags, 2011–2020 Landrat im Landkreis Weißenburg-Gunzenhausen
- Richard Siegl, erster Bundesvorsteher der Egerländer Gmoi
- Prof. Dr. Dr. h. c. mult. Herbert Ströbel Professor emer. für Agrarökonomie an der Hochschule Weihenstephan-Triesdorf (Triesdorf)
- Markus Müller, Landrat des Landkreises Dillingen (13.07.2022-heute)